# Lars Epstein

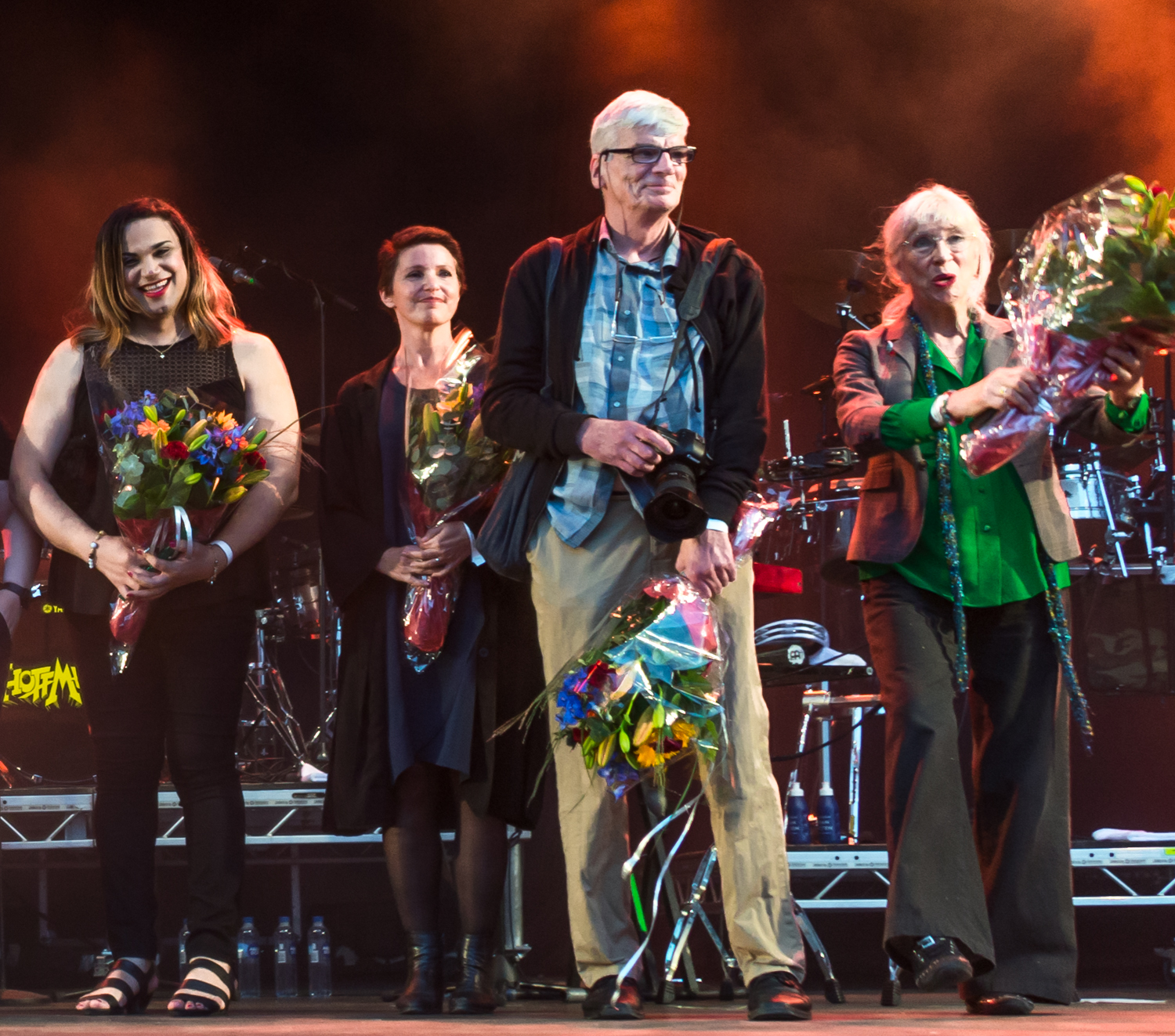
Lars Epstein får Lennart af Petersens pris på Gustav Adolfs torg under Stockholms Kulturfestival 2017. Övriga kulturpristagare: Suzanne Osten, Kristina Sandberg.

Lars Rutger Epstein, född 2 juni 1941 i Stockholm, är en svensk journalist och fotograf. Han fotograferar och skriver huvudsakligen för Dagens Nyheter; kända är hans stockholmsartiklar under rubriken Epsteins STHLM, numera publicerade på DN Stockholms Facebooksida.
Redan i tonåren fotograferade Epstein. Han började arbeta på Ateljé Uggla och under sin militärtjänstgöring hamnade han på arméns fotoskola i Kristianstad men efter halva studietiden blev han relegerad. Epstein läste socialhistoria och gick på journalisthögskolan med påföljande anställning som reporter på Dagens Nyheter. Efter tio år som skrivande journalist gick han tillbaka till fotografyrket. Totalt har Epstein arbetat i mer än 35 år på Dagens Nyheter. Han har suttit i juryn för Årets Stockholmsbyggnad.
År 2020 hade han en retrospektiv fotoutställning över sex decenniers stockholmsbilder på stadsmuseet i Stockholm. 2021 kom boken Epsteins Stockholm med axplock från alla decennierna.

## Utmärkelser
År 2015 tilldelades han Olle Engkvist-medaljen och 2017 tilldelades han Stockholms stads kulturpris Lennart af Petersens pris med motiveringen:

Med en outtröttlig nyfikenhet på staden som mötesplats har Lars Epstein under decennier följt och skildrat människorna som lever och verkar i Stockholm. Till ständig följeslagare har han sin kamera med vilken han fångar samhällets små och stora händelser. Han har som få andra fotografer bidragit till att skapa en levande och aktuell bild av huvudstaden.